# Cattedrale della Dormizione (Helsinki)
La cattedrale Uspenski  o cattedrale della Dormizione (in finlandese: Uspenskin katedraali, in svedese Uspenskijkatedralen) è la cattedrale ortodossa dell'eparchia di Helsinki. La cattedrale si erge su una collina sulla penisola di Katajanokka, che si affaccia sulla città.

## Storia
La chiesa è stata progettata dall'architetto russo Aleksey Gornostayev (1808-1862) in stile neobizantino e fu costruita dopo la sua morte, tra il 1862 ed il 1868, inaugurata solennemente il 25 ottobre 1868.
La cappella presso la cripta della cattedrale prende il nome dal santo Alexander Hotovitzky, che ha servito come vicario della parrocchia ortodossa di Helsinki tra il 1914 ed il 1917. Nel 1960 la cattedrale è stata restaurata, il lavoro di riparazione è stato completato in occasione del centenario della chiesa nel 1968.
Sul retro della cattedrale una lapide ricorda l'imperatore Alessandro II di Russia, sovrano del Granducato di Finlandia durante la costruzione della cattedrale.

## Galleria d'immagini

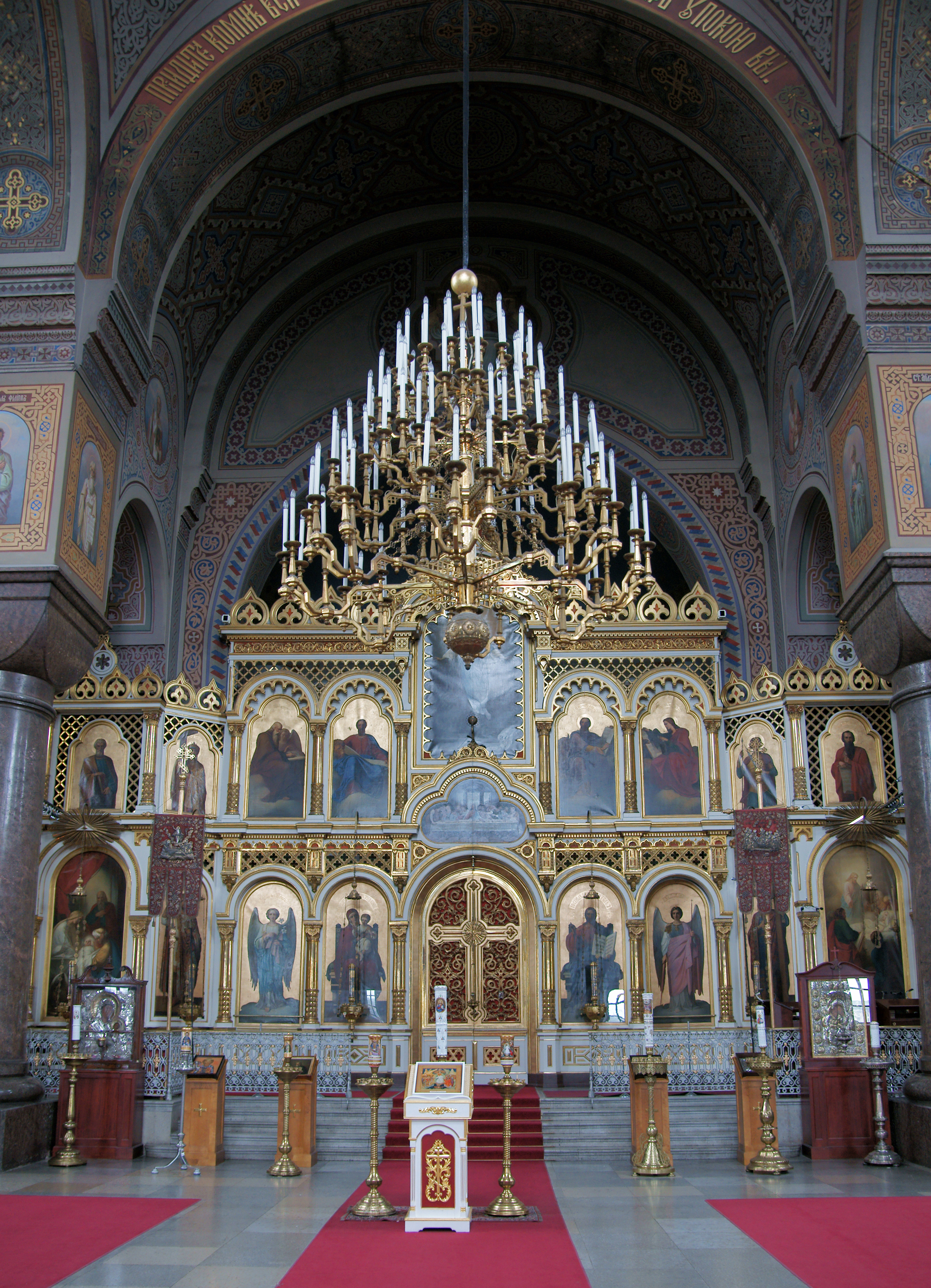
Iconostasi
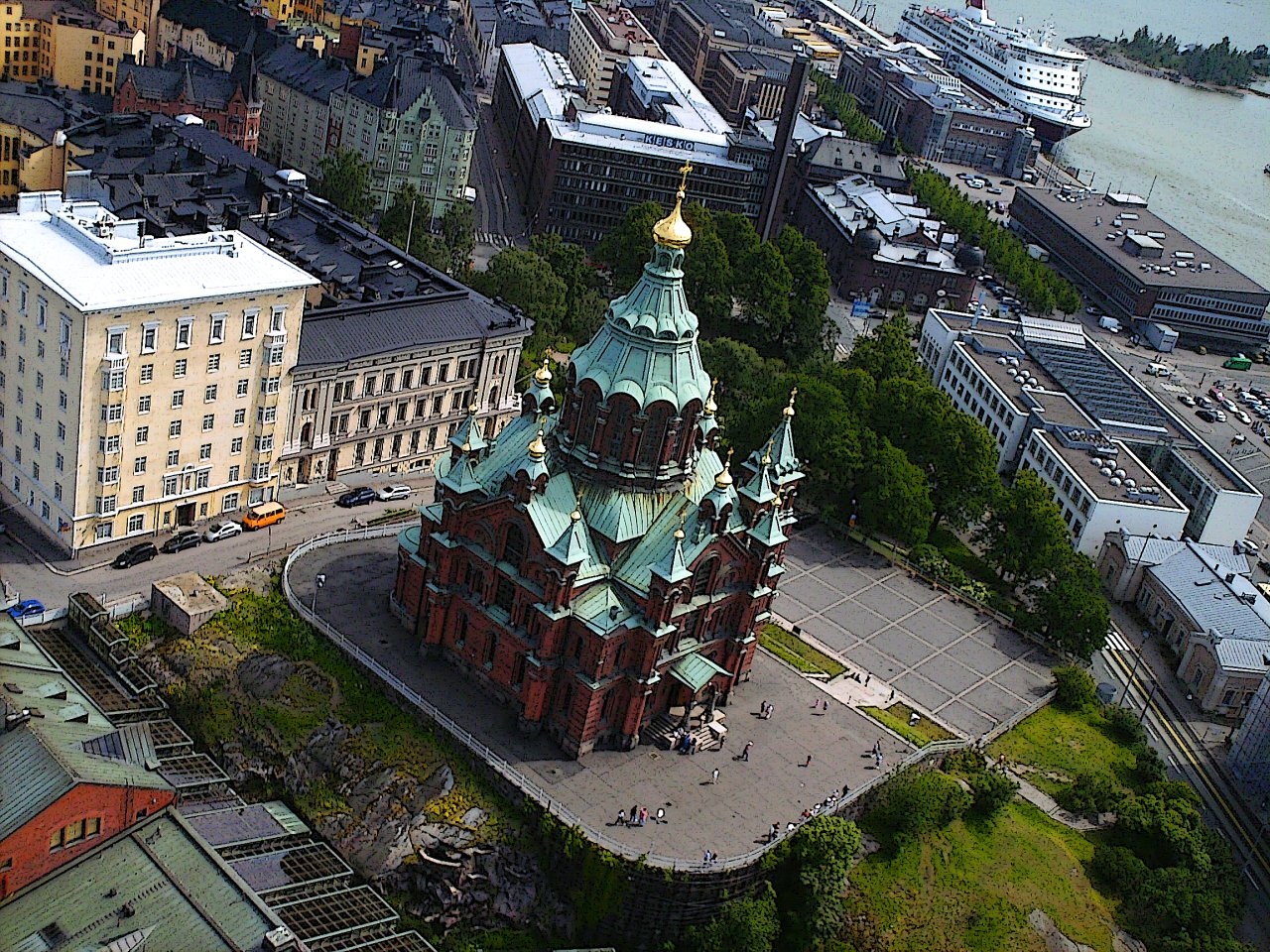
Vista dall'alto
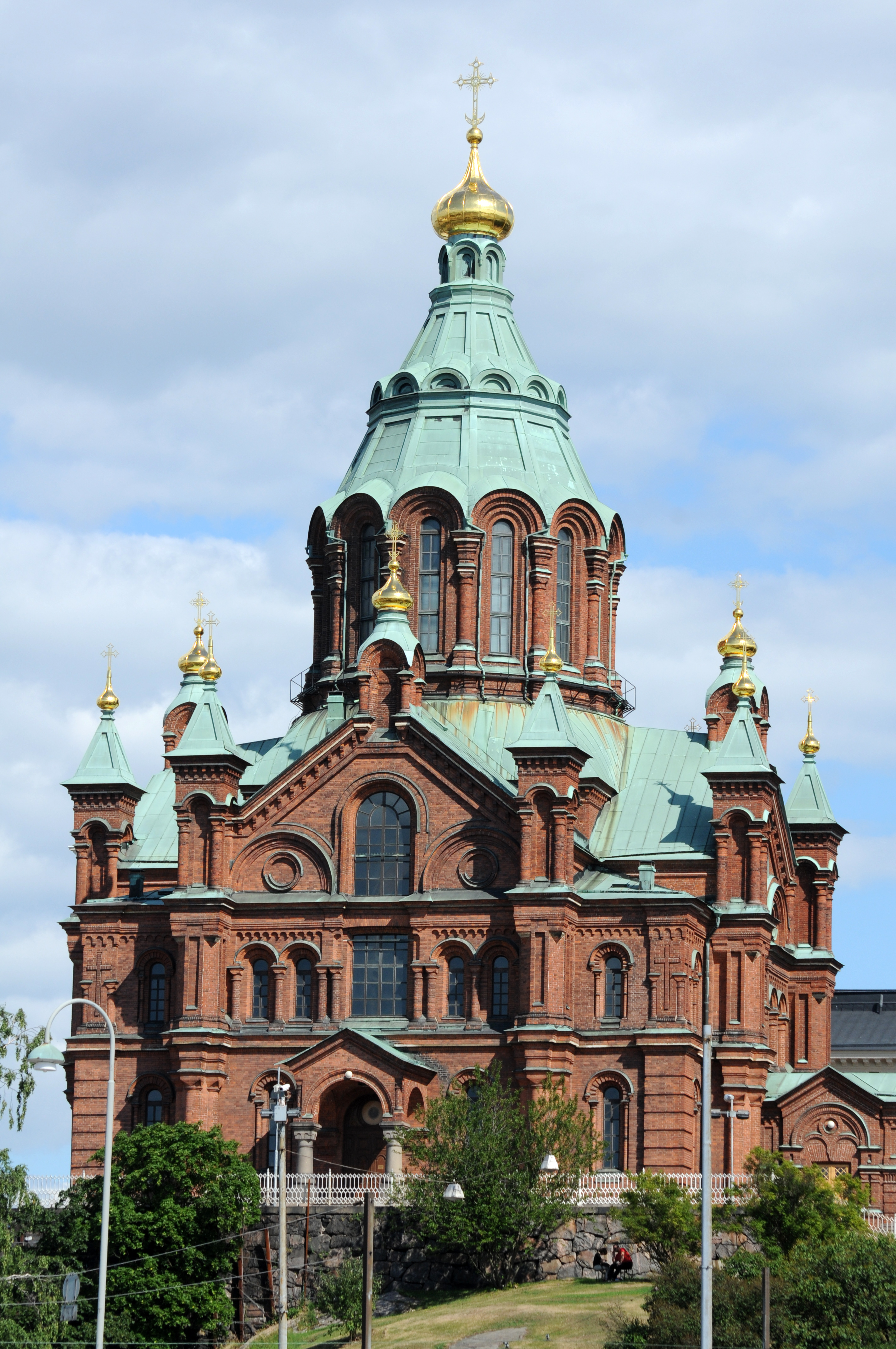
Facciata
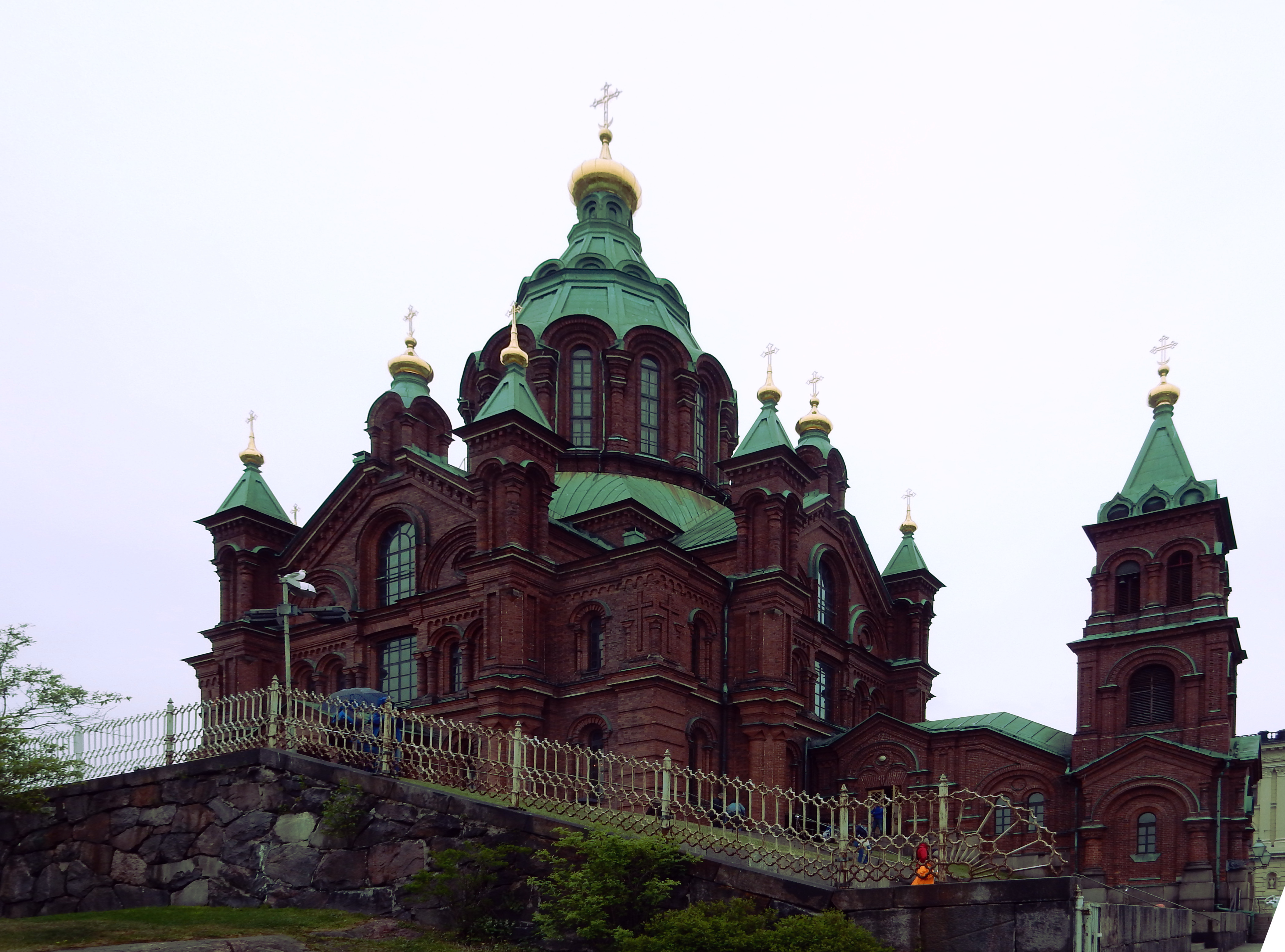
Salita verso la Cattedrale